# Brooke Mayo

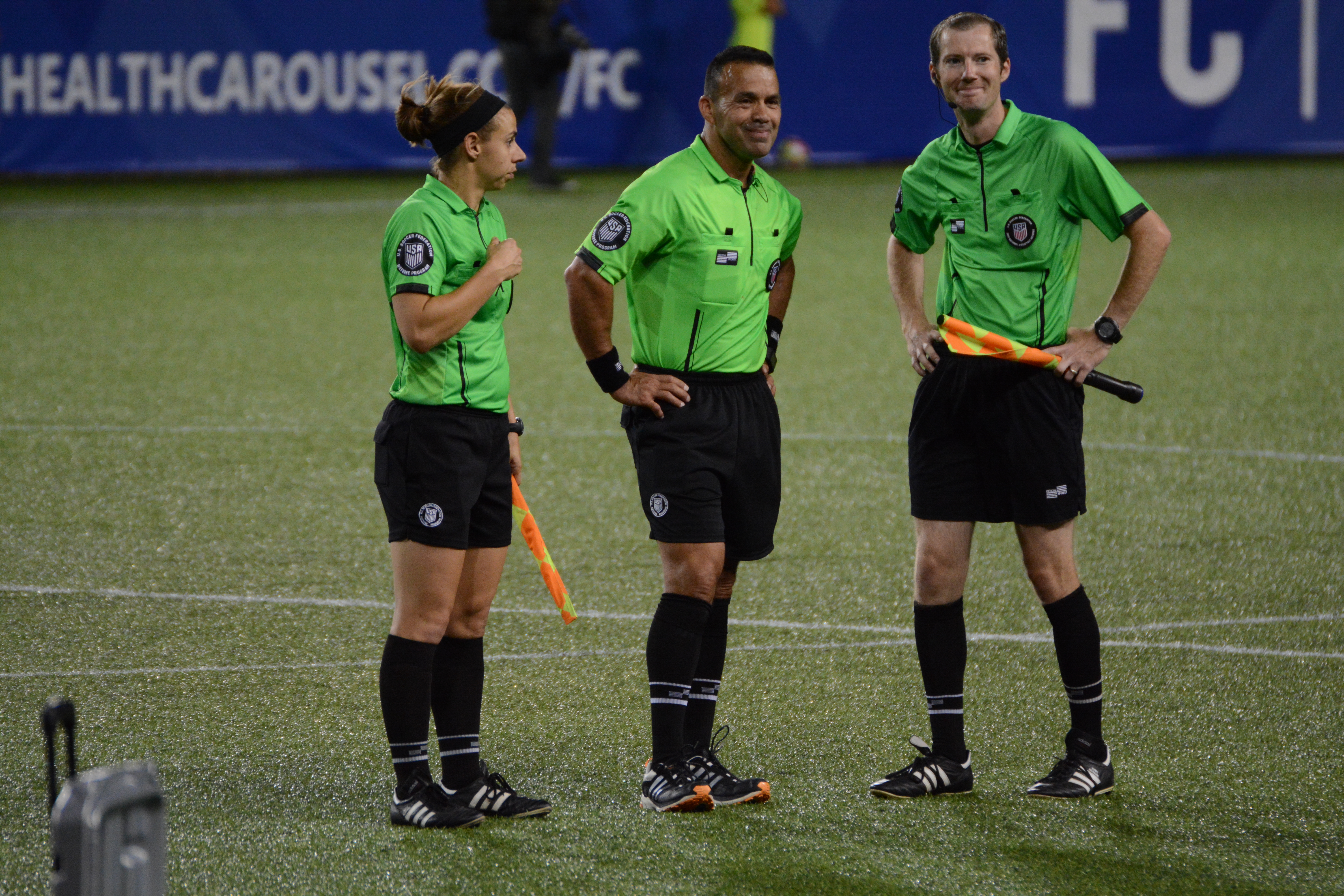
Brooke Mayo (2017)

Brooke Ashley Mayo (* 29. März 1989 in Garland, Texas) ist eine US-amerikanische Fußballschiedsrichterassistentin.
Mayo begann im Alter von 13 Jahren als Schiedsrichterin. Seit 2018 steht sie auf der Liste der FIFA-Schiedsrichter und leitet internationale Fußballpartien. Seit September 2020 leitet sie zudem auch Spiele in der Major League Soccer (MLS).
Mayo war unter anderem Schiedsrichterassistentin im Finale des Fußballturniers der Zentralamerika- und Karibikspiele 2018 in Kolumbien, bei der CONCACAF W Championship 2022 in Mexiko, bei der U-20-Weltmeisterschaft 2022 in Costa Rica sowie beim SheBelieves Cup 2021, 2022 und 2023.
Zudem wurde Mayo für die Weltmeisterschaft 2023 in Australien und Neuseeland nominiert. Bei dieser leitete sie zusammen mit Tori Penso und Mijensa Rensch insgesamt vier Spiele, darunter zwei Gruppenspiele, ein Achtelfinale sowie das Halbfinale zwischen Australien und England (1:3). Am 20. August 2023 leiteten Tori Penso, Brooke Mayo und Kathryn Nesbitt als erstes US-amerikanisches Schiedsrichtergespann das WM-Finale zwischen Spanien und England (1:0).